# Ritu Escocès de 1962

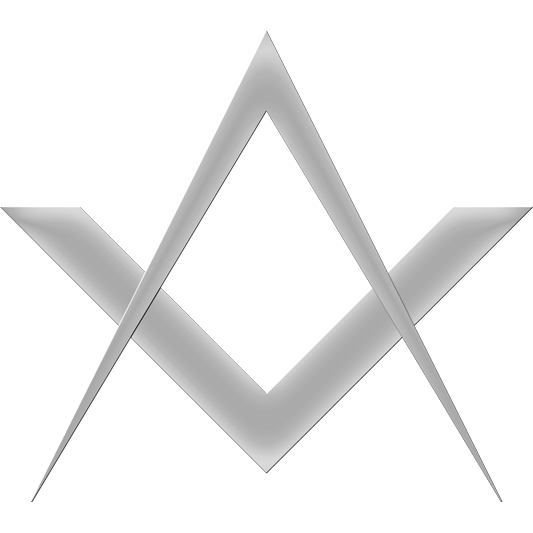
Símbols de l'escaire i el compàs

El ritu escocès (anomenat de 1962) és un ritu maçònic. El nom d'aquest ritu no porta cap qualificatiu. No ha de ser confós amb els ritus escocesos anomenats antics i acceptats o rectificat, malgrat que es deriva directament del primer i que el sistema de graus és idèntic.
Aquest ritu va néixer a Bèlgica el 1962, quan els maçons, membres del Grand Orient de Belgique i revestits dels anomenats graus escocesos (del 4t al 33è graus del ritu escocès antic i acceptat) van rebutjar l'estructura jeràrquica del Suprem Consell de Bèlgica i la decisió d'aquest de reconèixer la Grande Loge de Belgique com a única obediència "regular". Aquests maçons van instal·lar una nova jurisdicció d'alts graus escocesos sota el nom de Sobirà Col·legi del Ritu escocès per a Bèlgica.
El Sobirà Col·legi del Ritu escocès va néixer el 9 de desembre de 1962 i va iniciar els seus treballs el 24 de febrer de 1963.
El funcionament d'aquesta jurisdicció va ser calcat del model parlamentari. Cada taller (capítol, areòpag, etc.) escull per elecció els seus delegats que es reuneixen a la diputació provincial de la jurisdicció, òrgan legislatiu. Les decisions són preses per majoria. Un gabinet executiu nacional executa les decisions de la diputació provincial.
Tot i que els 33 graus del REAA van ser mantinguts pel que fa al plantejament filosòfic, el ritu escocès afirma el dret de cada germà a la llibertat absoluta de consciència. El ritu escocès no està sotmès als texts fundadors del REAA i no imposa cap exigència sobre el Gran Arquitecte de l'Univers, de la Bíblia i de la immortalitat de l'ànima.
En la seva fundació, el Sobirà Col·legi del Ritu escocès per a Bèlgica comprenia vuit capítols i quatre areòpags.
El juny de 2008, la jurisdicció reagrupava catorze capítols i deu areòpags, així com un consell superior que conferencia els 31è, 32è i 33è graus.